# The Enemy Inside
Albums de Coldrain
Final Destination
(2009) The Revelation
(2013)
The Enemy Inside est le deuxième album studio du groupe de rock japonais Coldrain. Le morceau The Maze contient des passages chantés par Mah du groupe SiM.

## Liste des titres
Toutes les paroles sont écrites par Masato.
| No  | Titre             | Musique        | Durée |
| --- | ----------------- | -------------- | ----- |
| 1.  | To Be Alive       | Masato & Y.K.C | 3:19  |
| 2.  | New Fate          | Masato, Sugi   | 3:09  |
| 3.  | Rescue Me         | Masato & Y.K.C | 3:29  |
| 4.  | Adrenaline        | Masato & Y.K.C | 3:30  |
| 5.  | You               | Masato & Y.K.C | 4:32  |
| 6.  | The Maze          | Masato & Y.K.C | 3:24  |
| 7.  | Rise and Fall     | Masato         | 3:26  |
| 8.  | Confession        | Masato, Sugi   | 4:17  |
| 9.  | A Tragic Instinct | Masato & Y.K.C | 3:38  |
| 10. | Hollow            | Masato         | 4:19  |